# Michel Blavet

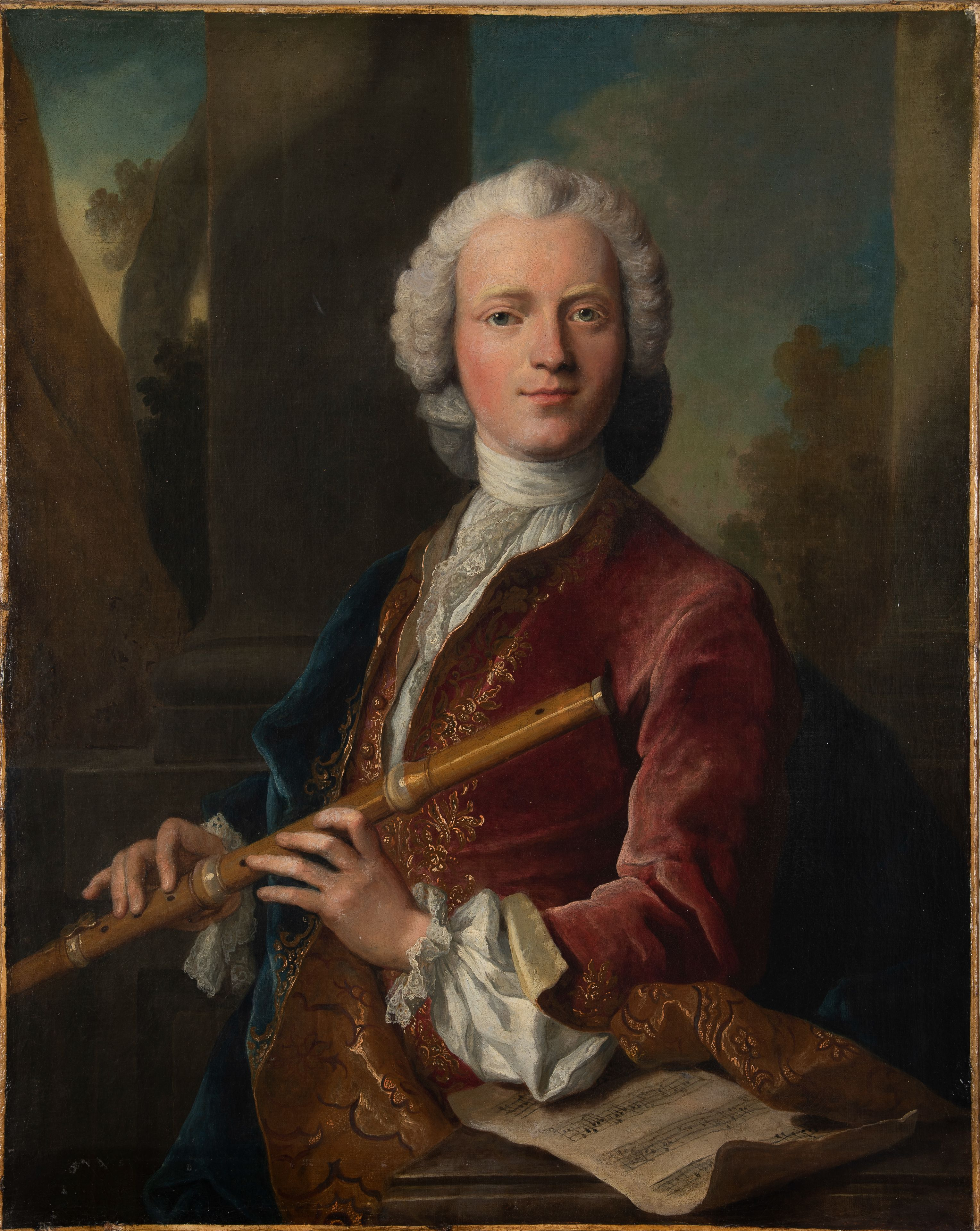
Michel Blavet (1720)

Michel Blavet (getauft 13. März 1700 in Besançon; † 28. Oktober 1768 in Paris) war ein französischer Flötenvirtuose und Komponist.

## Leben
Schon in jungen Jahren als „bester französischer Flötist“ gefeiert, erhielt er im Alter von 23 Jahren mit der Protektion des Herzogs von Levis den Posten eines ersten Flötisten an der Pariser Oper.
1732 wurde er Musiksuperintendent des Grafen von Clermont, eine Stellung, die er bis zu seinem Tode 1768 innehatte. 1738 wurde er außerdem Mitglied der königlichen Kapelle in Versailles von Ludwig XV., 1740 trat er ins Orchester der Oper von Paris ein.
Gepriesen von berühmten Komponisten wie Johann Joachim Quantz oder Georg Philipp Telemann hatte ihm Friedrich der Große – auch auf Empfehlung von Voltaire – eine Stellung angeboten, die Blavet aber ausschlug.

## Werke
Blavets Instrument, die Traversflöte, steht in seinem kompositorischen Werk im Mittelpunkt. Überliefert sind:
- sechs Sonaten für zwei Flöten ohne Bass op. 1 (1728);
- zwölf Sonaten für Flöte und Continuo op. 2 (1732);
- drittes Sonatenbuch (1740);
- Konzert a-Moll für Flöte und Streicher (ohne Bratsche) (1745, 1954 wiederentdeckt). Es verfügt über einige vom Komponisten ausgearbeitete Kadenzen, die teilweise über einem Orgelpunkt erklingen;
- vier Opern, davon nur erhalten: Le Jaloux Corrigé (1752); damit war Blavet der erste Komponist einer französischen komischen Oper;
- nicht erhalten haben sich Blavets seinerzeit berühmte Quartette für Flöte, Violine, Viola da gamba und Continuo.

Eine Auswahl von Blavets Sonaten wurde bereits 1908 in England neu verlegt. Mehrere Kompositionen Blavets sind auch in Bearbeitungen für die Blockflöte (Sopran oder Alt) erschienen.

## Ehrungen
In seiner Heimatstadt Besançon wurde 1959 eine Straße nach Blavet benannt.